# Андерсон, Карлос
Андерсон Карлос Фабиано (порт. Anderson Carlos Fabiano; 24 марта 1972) — бразильский футболист, нападающий.

## Биография
Начинал свою карьеру на родине. В девяностые годы вошел в первую волну бразильских футболистов, приехавших выступать в Россию. В 1992 году вместе со своими соотечественниками Реджиналду Рибейру и Жуниором пополнил состав клуба Второго дивизиона «Арсенал» (Тула). В отличие от двух бразильцев, Андерсон стал одним из лидеров «канониров». Забив 15 мячей, он помог команде победить в своей зоне и выйти в Первый дивизион. В следующем сезоне ради успешной игры в подэлитном первенстве руководство тульского клуба пригласило ещё девятерых южноамериканцев, которые вытеснили форварда из основного состава. Летом 1998 года нападающий ушел в ташкентский «Пахтакор», которому он помог стать чемпионом Узбекистана. Дальнейшая судьба футболиста неизвестна.

## Достижения
- Чемпион Узбекистана (1): 1998.
- Победитель зоны «Запад» Второго дивизиона (1): 1997.